# Linn Bogren
Linn Bogren, född 11 augusti 2000, är en svensk fotbollsspelare som spelar för Florida State University. Hon spelar främst som back.

## Karriär
Bogrens moderklubb är Tallboda IF. Därefter spelade hon för BK Kenty. Inför säsongen 2018 flyttades Bogren upp i Linköpings FC:s A-lag.
I december 2019 värvades Bogren av IFK Norrköping, där hon dock inte kommer ansluta förrän sommaren 2020. Detta eftersom hon i januari 2020 flyttade till USA för collegespel i Florida State University.